# Otho FitzGerald

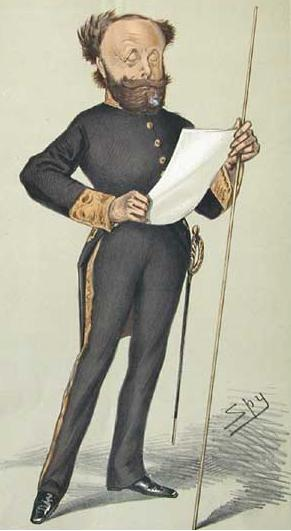
Wiadomość od Królowej, Lord Otho FitzGerald na karykaturze Leslie Warda (1873)

Otho Augustus FitzGerald (ur. 10 października 1827, zm. 19 listopada 1882) – brytyjski arystokrata i polityk, kompozytor- i fotograf amator, młodszy syn Augustusa FitzGeralda, 3. księcia Leinster i Charlotte Stanhope, córki 3. hrabiego Harrington.
W 1858 r. został porucznikiem huzarów z Lancashire. 14 grudnia 1861 r. poślubił Ursulę Lucy Grace Bridgeman (zm. 14 listopada 1883), córkę wiceadmirała Charlesa Bridgemana i Elizy Chamberlain, córki sir Henry’ego Chamberlaina, 1. baroneta, wdowę po lordzie Londesborough. Otho i Ursula mieli razem syna i córkę:
- major Gerald Otho FitzGerald (25 września 1862 – 20 marca 1919)
- Ina Blanche Georgie FitzGerald (12 stycznia 1864 – 6 lipca 1910), żona majora Arthura Pageta, miała dzieci

Dzięki temu małżeństwu lord FitzGerald znacznie poprawił swój status majątkowy. W 1865 r. wystartował w wyborach do Izby Gmin z okręgu Kildare i te wybory wygrał. W polityce związany był z Partią Liberalną. W 1866 r. otrzymał urząd Skarbnika Dworu Królewskiego, ale utracił go jeszcze w tym samym roku, wskutek wyborczej porażki liberałów. Również w 1866 r. został zaprzysiężony na członka Tajnej Rady. W 1868 r. otrzymał urząd Kontrolera Dworu Królewskiego, który sprawował do 1874 r.
W tym samym roku utracił miejsce w Izbie Gmin i wycofał się z czynnego życia politycznego. Zajął się swoimi pasjami - fotografią i komponowaniem. W 1874 r. zakupił Dębowy Dwór (Oakley Court) nad Tamizą. Zmarł w wieku 55 lat. Wraz z żoną jest pochowany w kościele św. Andrzeja w Clewer.